# La Légende de l'éléphant blanc
La Légende de l'éléphant blanc est une nouvelle d'Auguste de Villiers de L'Isle-Adam qui parut pour la première fois dans La Revue illustrée le 1er août 1886.

## Résumé
« L'an dernier, Lord W*** résolut de doter le Zoological Garden d'un véritable éléphant blanc. »
Pour cette expédition en Birmanie, il engage le dompteur Mayëris et une bande de bas-de-cuir...

## Texte
La Légende de l’éléphant blanc (lire sur Wikisource)

## Éditions
- La Revue illustrée, bimensuel, édition du 1er août 1886.
- L'Amour suprême, édition de 1886.